# Dušan Ivković
Dušan „Duda“ Ivković (serbisch-kyrillisch Душан "Дуда" Ивковић; * 29. Oktober 1943 in Belgrad; † 16. September 2021 ebenda) war ein jugoslawischer Basketballspieler und serbischer Basketballtrainer. Im Jahr 2008 wurde er zu einem der zehn besten Trainer der EuroLeague-Geschichte gewählt, 2017 in die FIBA Hall of Fame aufgenommen.

## Leben
Ivković war mit dem Wissenschaftler Nikola Tesla verwandt. Ivkovićs Großmutter mütterlicherseits, Olga Mandić, und Tesla waren Vetter ersten Grades. Zufällig starb Tesla im selben Jahr, in dem Ivković geboren wurde.
Sein Vater war Rechtsanwalt und seine Mutter Dichterin. Als Jugendlicher galt seine erste Sportleidenschaft dem Boxen, da ihm sein Vater die Ausübung des Kampfsports aber verbot, begann Ivković 1955 mit dem Basketball. Er spielte bis 1968 bei Radnički Belgrad und studierte Geologie, arbeitete jedoch nie in diesem Fachgebiet, sondern schlug den Trainerberuf ein. Ab 1968 war er im Jugendbereich von Radnički Belgrad als Trainer tätig, 1972 und 1973 gewann er mit Nachwuchsmannschaften den jugoslawischen Meistertitel. 1976 gehörte er als Assistenztrainer gleichzeitig auch zum Stab der jugoslawischen Jugendnationalmannschaft. 1977 wechselte er als Assistenztrainer zu Partizan Belgrad, als Cheftrainer führte er Partizan in der Saison 1978/79 dann zum Gewinn des europäischen Vereinswettbewerbs Korać-Cup (überragender Mann im Endspiel war Dragan Kićanović) sowie zur jugoslawischen Meisterschaft und zum Pokalsieg.
1980 verließ er Partizan und trat erstmals eine Trainerstelle im Ausland an, zwei Jahre lang arbeitete er bei Aris Thessaloniki in Griechenland. Es folgte die Rückkehr nach Belgrad und zu seinem Heimatverein Radnički, dessen Herrenmannschaft er von 1982 bis 1984 betreute. Teils gleichzeitig arbeitete er ab 1983 auch für den Basketballverband Jugoslawiens. Bei der Universiade 1983 gewann Jugoslawiens Auswahl unter seiner Leitung Silber.
Auf Vereinsebene arbeitete er von 1984 bis 1987 als Trainer von Šibenka, danach von 1987 bis 1990 bei Vojvodina Novi Sad. In den Jahren 1986 und 1987 gehörte er zusätzlich zum Stab der Nationalmannschaft Jugoslawiens und fungierte dort als Co-Trainer. Bei der Weltmeisterschaft 1986 gewann Ivković in diesem Amt mit der Nationalmannschaft die Bronzemedaille. 1987 wurde er Cheftrainer der Auswahlmannschaft und hatte dieses Amt bis 1991 inne. Er führte Jugoslawiens Mannschaft um solch namhafte Spieler wie Dražen Petrović, Vlade Divac, Zoran Savić, Toni Kukoč, Dino Rađa und Aleksandar Đorđević zu großen Erfolgen: Universiadesieger 1987, Silbermedaille bei den Olympischen Spielen 1988, Europameister 1989, 1991, Weltmeister 1990 und EM-Bronze 1987.
1991 wechselte er wieder nach Griechenland. In seiner bis Januar 1994 andauernden Amtszeit bei PAOK Thessaloniki wurde er mit der Mannschaft 1992 griechischer Meister. Von 1994 bis 1996 war er im selben Land Trainer von Panionios Athen. Im Jahr 1995 betreute er zusätzlich wieder Jugoslawiens Nationalmannschaft und wurde mit dieser Europameister.
1996 heuerte ihn Olympiakos Piräus als Trainer an. In seiner ersten Saison gewann er mit der Mannschaft, in der auch der Deutsche Christian Welp sowie mit David Rivers ein starker US-Amerikaner standen, die griechische Meisterschaft, den Pokal sowie die Euroliga. Im Endspiel des Europapokals bezwang Ivković mit Piräus den FC Barcelona von Aíto García Reneses. Sein Schützling Rivers wurde als bester Spieler des Finalturniers ausgezeichnet. Nach dem erfolgreichen ersten Jahr kamen für Ivković bis 1999 keine Titel mit Piräus hinzu. In der Saison 1998/99 führte er Olympiakos aber noch einmal ins Halbfinale der Euroliga, dort schied man gegen Zalgiris Kaunas aus.
Von 1999 bis 2001 war er Cheftrainer von AEK Athen. Wieder wurde sein erstes Amtsjahr das erfolgreichste. Unter seiner Leitung gewann AEK in der Saison 1999/2000 den europäischen Vereinswettbewerb Saporta-Cup sowie den griechischen Pokal. 2001 wurde letzterer Titelgewinn wiederholt.
ZSKA Moskau sicherte sich 2002 die Dienste Ivkovićs. Er führte ZSKA 2003, 2004 und 2005 zur russischen Meisterschaft, 2005 wurde auch der russische Pokalwettbewerb gewonnen. In der Euroleague erreichte er mit Moskau dreimal das Halbfinale. 2003 musste er sich mit ZSKA in der Vorschlussrunde dem FC Barcelona von Svetislav Pesic beugen, der danach auch das Endspiel gewann. 2004 erfolgte für seine mit J.R. Holden, Theodoros Papaloukas und anderen Spielern hochkarätig besetzte Mannschaft ebenfalls das Aus gegen den späteren Titelgewinner, diesmal Maccabi Tel-Aviv. Auch in der Saison 2004/05 stand Ivković mit Moskau in der Euroleague unter den letzten vier Mannschaften, verpasste aber erneut den Einzug ins Endspiel.
Nach dem Ende seiner Zusammenarbeit mit ZSKA im Jahr 2005 übernahm er das Traineramt beim Stadtrivalen Dynamo Moskau. Mit der Mannschaft gewann er 2006 den Europapokalwettbewerb ULEB-Cup. Er blieb bis 2007 in Moskau, von 2008 bis 2013 hatte Ivković das Amt des serbischen Nationaltrainers inne. Bei der EM 2009 schaffte er mit der Mannschaft den Sprung ins Endspiel, war in diesem aber gegen überlegene Spanier machtlos. Bei der Weltmeisterschaft ein Jahr später kam er mit Serbien ins Halbfinale und schied dort gegen Gastgeber Türkei aus. Das Spiel um den dritten Platz verlor man gegen Litauen.
Im Sommer 2010 trat er eine zweite Amtszeit als Cheftrainer von Olympiakos Piräus an, während er weiterhin auch als serbischer Nationaltrainer arbeitete. 2011 errang Ivković mit den „Roten“ den Sieg im griechischen Pokal, die Saison 2011/12 lief dann noch erfolgreicher. Er führte Piräus zum Gewinn der griechischen Meisterschaft und der Euroleague. Der Endspielsieg in dem europäischen Wettbewerb fiel gegen seinen früheren Arbeitgeber ZSKA Moskau mit 62:61 äußerst knapp aus. Mit 68 Jahren war er zum Zeitpunkt des Erfolgs älter als alle Trainer von Euroleague-Gewinnern vor ihm. Anschließend wurde er als bester Trainer der Euroleague-Spielzeit 2011/12 ausgezeichnet. Ivković zog sich nach der Saison 2011/12 als Piräus-Trainer zurück.
Im Vorfeld der Saison 2014/15 trat er im Alter von 70 Jahren noch einmal das Traineramt bei einer Vereinsmannschaft an und betreute fortan Anadolu Efes in der Türkei. Er gewann mit Efes 2015 den türkischen Pokal. Im April 2016 wurde er entlassen.
Ivković wurde Mitglied des Technischen Ausschusses des Basketballweltverbandes FIBA. Er gilt als Mentor von Zeljko Obradović, mit dem er eng befreundet war.

## Erfolge

### Vereinswettbewerbe
- Jugoslawischer Meister: 1979
- Griechischer Meister: 1992, 1997, 2012
- Russischer Meister: 2003, 2004, 2005
- Jugoslawischer Pokalsieger: 1979
- Griechischer Pokalsieger: 1997, 2000, 2001
- Russischer Pokalsieger: 2005
- Korać-Cup: 1979
- Europapokal der Landesmeister: 1997
- Saporta Cup: 2000
- ULEB Cup: 2006
- EuroLeague: 2012
- Türkischer Pokalsieger: 2015

### Nationalmannschaften
- Weltmeister: Basketball-Weltmeisterschaft 1990
- Europameister: Basketball-Europameisterschaft 1989, 1991 und 1995
- Vize-Europameister: Basketball-Europameisterschaft 2009
- Silbermedaille bei Olympischen Spielen: Olympische Sommerspiele 1988/Basketball

### Auszeichnungen
- Bester Trainer der Euroleague-Saison 2011/12
- Aufnahme in die Ruhmeshalle der FIBA 2017